# Vox News
Vox News a fost o televiziune socială și de știri lansată la data de 16 noiembrie 2009.
Vox News a obținut licența audiovizuală de la Consiliul Național al Audiovizualului la data de 18 august 2009.
La acel moment, era deținută de Sport Channel SRL, înființată în iunie 2009, ai cărei acționari erau Roxman Investment SRL (80%), deținută de Neculai Crețu - 45 % și Magdalena Crețu - 55%, și Global Alloys SRL (20%), deținută de Neculai Crețu - 60% și Emil Marian - 40%.
Ulterior, televiziunea a intrat în posesia omului de afaceri Bobby Păunescu.
La data de 29 iulie 2010, pachetul majoritar de acțiuni de 60% al postului de televiziune a fost preluat de jurnalistul Radu Moraru.
Restul de 40% din acțiuni au rămas în controlul lui Bobby Păunescu.
Din 1 septembrie 2010, Vox News și-a întrerupt emisia afișând doar logo-ul și grilele de programe a celor mai urmăite posturi din România. Din 9 mai 2011 Vox News și-a oprit emisia după ce CNA a retras licența de emisie.

## Emisiuni
Pentru început Vox News difuzează doar trei emisiuni:
- România Vox Magazin - Moderată de Nicoleta Cone și difuzată între 16.00 - 19.00
- România în alb și negru - Difuzată între orele 19.00 - 22.00
- Zece plus - moderată de Cristian Gava și difuzată între orele 22.00 - 01.00